# Pietro Martire Neri

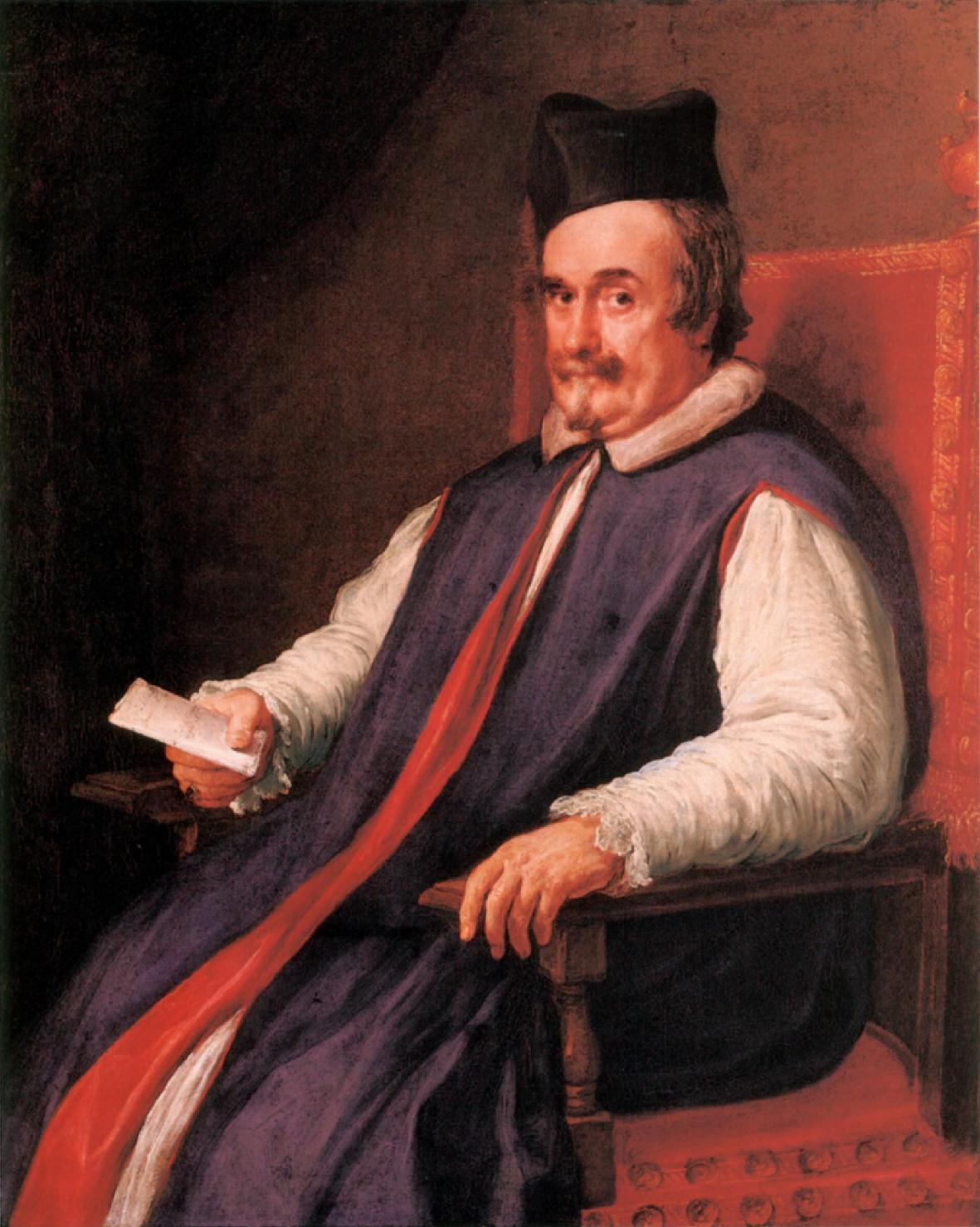
Ritratto del cardinale Segni, attribuito ad Antonio Palomino e terminato dal Neri

Pietro Martire Neri (Cremona, 1591 – Roma, 1661) è stato un pittore italiano.

## Biografia
Fu allievo di Domenico Fetti, al tempo pittore di corte dei Gonzaga di Mantova. Nel Palazzo Ducale di Mantova lavorò ma nulla è rimasto delle sette tele con la Creazione del Mondo. Conobbe Diego Velázquez a Roma nel 1629, con il quale collaborò nel suo secondo soggiorno a Roma dal 1645 circa in poi. Sempre a Roma fu nominato principe dell'Accademia di San Luca nel 1654.

## Opere
- Cristo in gloria tra i santi, Palazzo Ducale, Mantova[2]
- Gregorio XIV in veste di s. Gregorio Magno, Pinacoteca Ambrosiana, Milano